# 天野肇
天野 肇（あまの はじめ、1939年4月29日 - 2022年12月30日）は、日本の実業家。元天野実業取締役会長。元福山商工会議所会頭。元広島県教育委員会委員長。

## 略歴
- 岡山県生まれ
- 1958年 - 広島大学附属福山高等学校卒業。
- 1982年 - 天野実業代表取締役社長に就任。
- 2009年 - 同社取締役会長就任
- 2011年 - 同社相談役[3]。
- 公益財団法人天野スポーツ振興財団理事長を務める。

## 人物
元々天野実業は、粉末調味料の製造を主な事業としていた(ちなみに、カラメルの粉末技術は日本初)。そんな中、真空凍結乾燥機を設置したことによって、大手食品メーカーから技術力への注目が高まり、日清製粉からインスタントラーメンの具を共同開発しようと持ちかけてた。当時、常務取締役だった天野は、開発に取り組み、世界初のインスタントラーメンの具(フリーズドライ)を完成させることができた。その後、1972年に起こったあさま山荘事件で、警察官が犯人との持久戦でカップラーメンを食べている姿をテレビで見て、「フリーズドライの下請けもいいが、どうせなら自社でオリジナルの商品を作ってはどうだろうか」と思い。どんな状況でも、どんな人にも愛される食べ物は何かと考えたときに、日本人になじみのある味噌汁に思い当たり、フリーズドライの味噌汁の開発に着手する。しかし、味噌汁のみそは、水に溶けにくく、沈殿しやすいという特徴を持っていて、フリーズドライの味噌汁は他社から発売されていたが、お湯に溶けにくく評判が悪かった。社内でも、他社が失敗している商品をわざわざ開発する必要もないと批判的だった。そんな中、天野は試行錯誤を重ね、お湯を注いだときにみそが素早く溶け、具材がフワッと広がるようなフリーズドライの味噌汁の開発に成功。
その後、代表取締役社長に就任し、味噌汁のみならず、卵スープ、おかゆ、カレーライスなど、さまざまなフリーズドライ製品の開発に着手。福山商工会議所の会頭も務めた。
会長職を退いた後は、公益財団法人天野スポーツ振興財団理事長として主に教育の振興に貢献し、その後、広島県教育委員会委員長を務めた。
2016年1月より一般社団法人福山トライアスロン協会 理事長に就任。
2022年12月30日、死去。83歳没。